# Lanz Bulldog

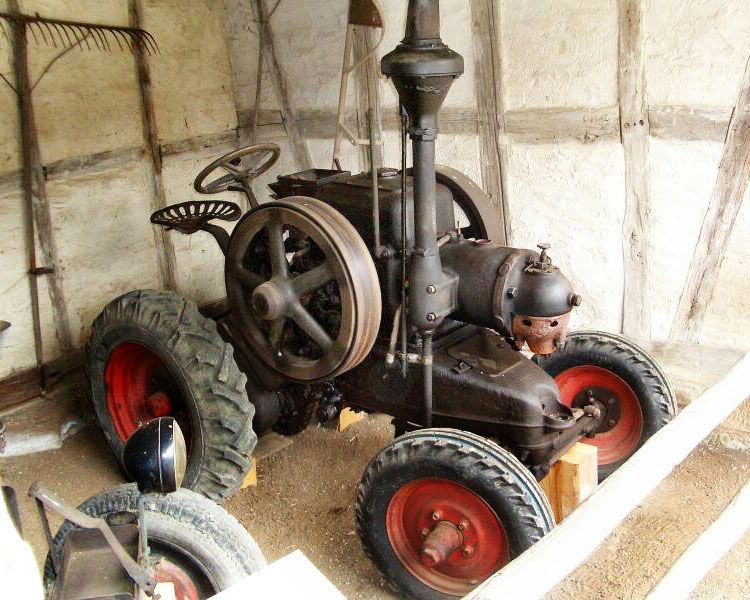
Traktor Lanz Bulldog HL z roku 1921 se zřetelně viditelným motorem se žárovou hlavou.

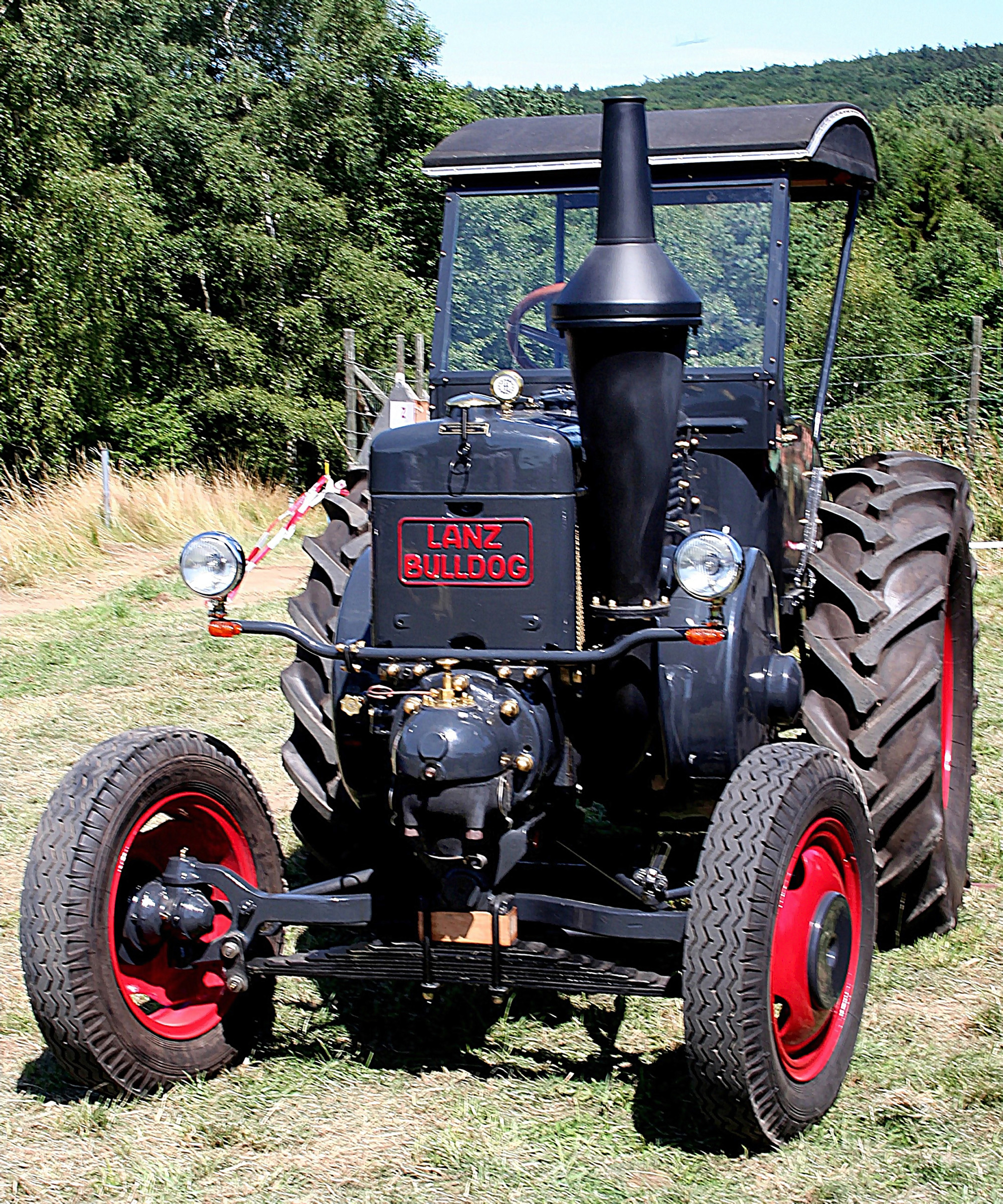
Lanz Bulldog D8506 Model z roku 1939, pohonnou jednotkou je stále motor se žárovou hlavou.

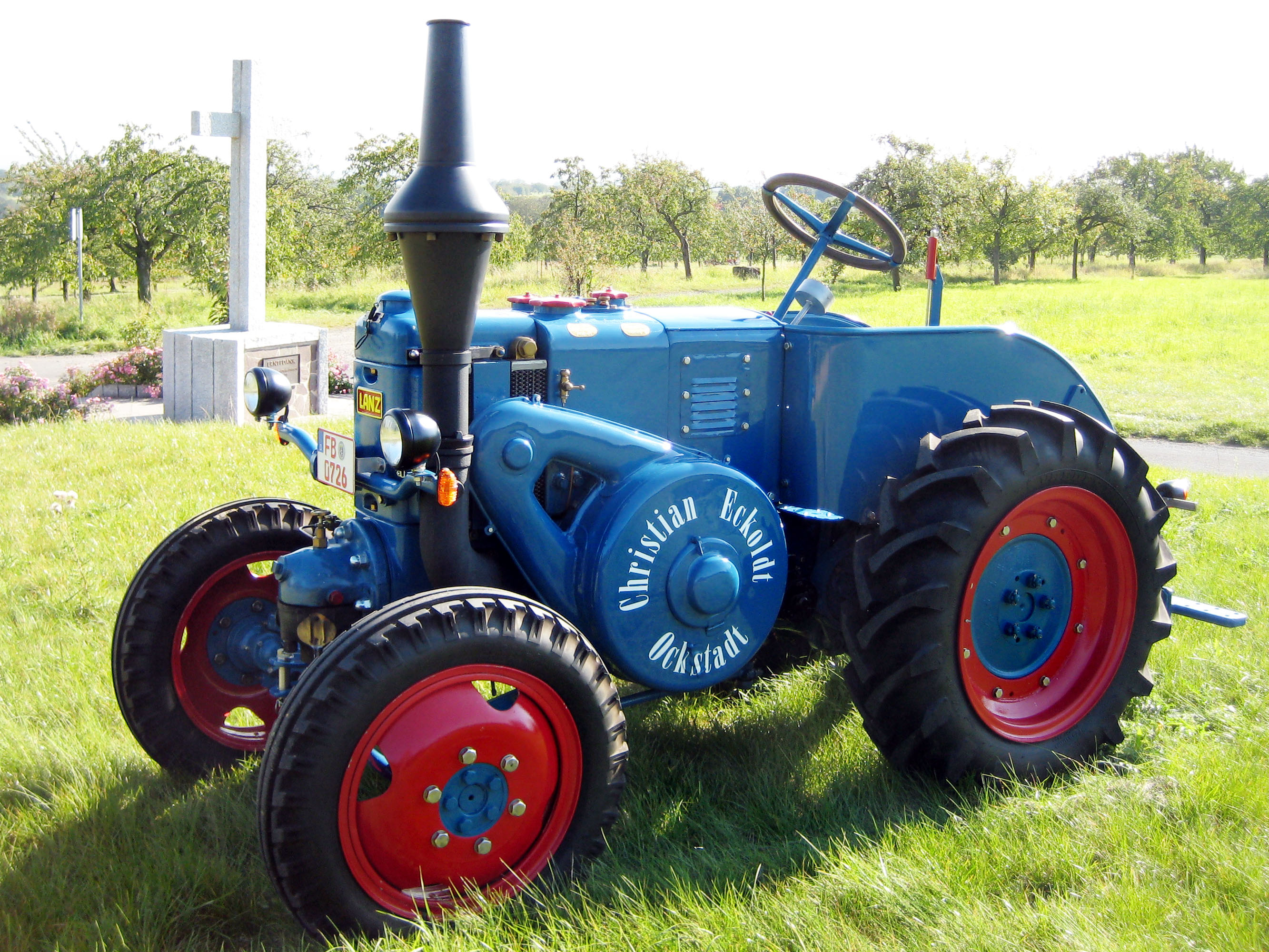
Lanz Bulldog D7506/3 (1939).

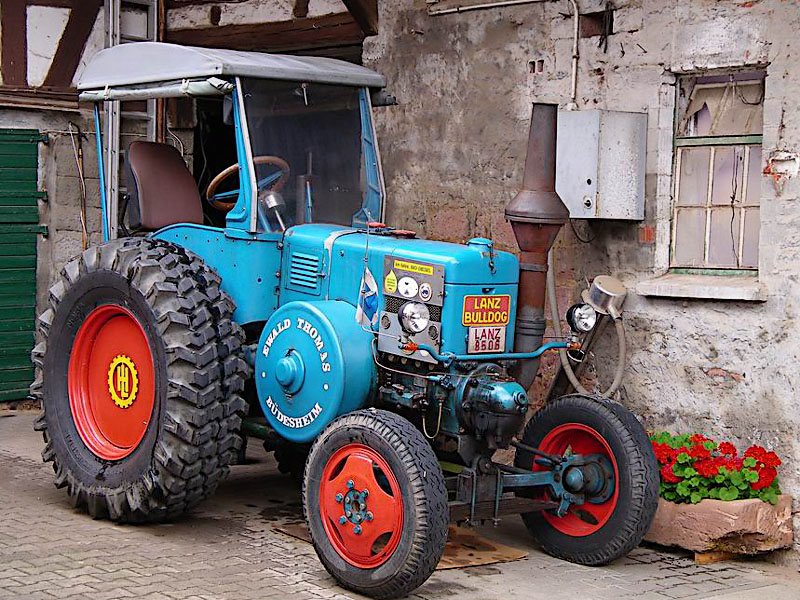
Lanz Bulldog D 8506 (1951).

Lanz Bulldog byl traktor, který v různých verzích vyráběla mannheimská (německá) firma Heinrich Lanz AG v letech 1921–1956. Po prodeji firmy společnosti Deere & Company pokračovala výroba této řady pod jménem "John Deere-Lanz" až do roku 1960. Řada traktorů Lanz Bulldog patří k nejdéle existujícím a nejvlivnějším sériím traktorů vyráběných v Evropě.

## Konstrukce
První z traktorů Lanz Bulldog se žárovou hlavou spatřil světlo světa v roce 1921. Byl to levný a jednoduchý stroj s jednoválcovým dvoutaktním motorem se žárovou hlavou, jenž byl uložen na samohybném podvozku. Jeho konstruktérem byl Fritz Huber. Motor měl původně obsah 6,3 litru a výkon 12 koní (9 kW), ale postupně se jeho obsah zvětšil až na 10,3 l, čímž se výkon zvýšil na 55 hp (40,5 kW). Motory se žárovou hlavou byly sice poněkud primitivní, jejich velkou výhodou však byla jednoduchá obsluha a možnost používat jako paliva širokou paletu produktů nízké kvality – dokonce i odpadní oleje.
Malá světlá výška a průměr kol prvního sériového traktoru HL Bulldog naznačují, že se při jeho konstrukci počítalo, že bude sloužit spíš jako pohon pro stacionární zařízení než pro polní práce. Traktor předběhl svou dobu tím, že byl standardně vybaven nohou ovládanými špalíkovými brzdami, jež působily na nákolky zadních kol.
Traktory Lanz Bulldog patřily po následujících 30 let k nejvýznamnějším německým traktorům a podstatně ovlivnily úspěšné přijetí motorů se žárovou hlavou v řadě evropských zemí. Součet všech modifikací této řady, jež kdy sjely z výrobních linek po celém světě, přesahuje číslo 220 000.

## Obsluha traktoru s žárovou hlavou

### Start motoru
Před nastartováním motoru bylo nutné letlampou do ruda rozpálit spodní část (jímku) hlavy motoru. Poté se sundal volant s kusem hřídele, nasadil se ze strany traktoru na klikový hřídel a otočením se traktor nastartoval. Proces nastartování trval minimálně několik minut. Po rozběhnutí musel řidič volant nacvičeným hmatem z roztočené klikové hřídele sundat, aniž by mu volant nafackoval nebo zlámal prsty. Pokud se mu to nepodařilo, neměl čím řídit.

### Spalování
Vstřikovací tryska stříkala palivo na spodní-rozpálený kus hlavy. Zde se palivo vznítilo a započal proces hoření. Protože vznícení paliva zabezpečoval žár do ruda rozpálené hlavy, vžil se pro toto uspořádání pojem žárová hlava.

### Jízda
Z dnešního hlediska byly motory traktorů Lanz-Bulldog zcela nízkootáčkové. Při volnoběhu lze zcela bezpečně rozeznat jednotlivé výbuchy. Protože motor byl dvoutaktní, při pomalé jízdě s plně naloženým přívěsem do kopce hrozilo nebezpečí, že po vstříknutí paliva píst nepřekoná horní úvrať a motor se rozeběhne v opačném smyslu, což by mělo za následek nežádoucí, neočekávané a velmi rychlé couvání traktoru dolů z kopce.

## Společnost Heinrich Lanz AG
Společnost Heinrich Lanz vznikla v Mannheimu v roce 1860 jako dílna na opravy zemědělských strojů se dvěma zaměstnanci. Zpočátku vyráběla řadu zemědělských strojů jako řezačky slámy, malé mlátičky a poté parní lokomobily, předchůdkyně traktorů. Vývoj firmy však nejvíc ovlivnilo zavedení výroby traktorů Bulldog.
Prodej prvního sériového traktoru HL Bulldog překročil během čtyř let, kdy byl vyráběn, 6000 kusů. Název "Bulldog" se v Německu, zejména v Bavorsku, dodnes obecně používá jako synonymum pro traktory.

## Traktory Bulldog mimo Německo
V některých evropských zemích se na základě licenčních smluv, někdy i bez nich, vyráběly různé napodobeniny traktorů Bulldog.
- Ve Španělsku je vyráběla společnost Lanz Iberica S.A. v Getafe u Madridu. V letech 1956–1963 zde vyrobili celkem 17 100 traktorů.
- Ve Francii vyráběla Société Nationale de Construction Aeronautic du Centre (SNCAC) v Colombe licencovanou kopii traktoru 25 HP Bulldog pod názvem ‘Le Percheron’. V letech 1939–1956 zde vyrobili téměř 3700 traktorů.
- V Polsku vyráběla společnost ZMU (Zaklady Mechanicze Ursus) ve Varšavě kopii traktoru 45 HP Bulldog pod označením C45, a sice v letech 1947–1957. V roce 1957 nahradil C45 model C451. Celkem zde mezi roky 1947–1965 vyrobili 55 100 traktorů Ursus Bulldog.
- V Austrálii vyráběla traktory KL Bulldog společnost Kelly & Lewis ze Springvale ve státě Victoria v období 1948–1952. Celkem zde vyrobili něco přes 860 strojů, jejichž předlohou byl Bulldog 35 HP Model N.
- V Argentině vyráběla v letech 1951–1955 kopii traktoru 55 HP Bulldog společnost Industrias Aeronáuticas y Mecánicas del Estado pod názvem ‘El Pampa’. V letech 1955–1960 pak ve výrobě pokračovala společnost Dirección Nacional de Fabricaciones e Investigaciones Aeronáuticas. Celkem se mezi roky 1951–1960 vyrobilo 3760 traktorů ‘El Pampa’.

Bulldogům se podobaly i jiné evropské traktory se žárovou hlavou, jež se vyráběly ve stejné době, jako například francouzský SF Vierzon, italský Landini či maďarský HSCS. Podobá se mu i britský traktor Field Marshall, pouze s tím rozdílem, že tento stroj nebyl vybaven motorem s žárovou hlavou, ale dieselovým agregátem.

## Technické údaje
- Výrobce: Heinrich Lanz
- Sídlo: Mannheim, Německo
- Hnací jednotka: jednoválcový motor se žárovou hlavou
- Obsah: 6,3 – 10,3 litru
- Výkon: 9 kW (12 hp) – 40,5 kW (55 hp)
- Převod: 3 + 1
- Hmotnost: neznámá
- Výroba: 1921 – 1960